# 1998 XY77
1998 XY77 är en asteroid i huvudbältet som upptäcktes den 15 december 1998 av LINEAR i Socorro County, New Mexico.